# Glossomorphites
Glossomorphites is een geslacht van uitgestorven kreeftachtigen uit de klasse van de Ostracoda (mosselkreeftjes).

## Soorten
- Glossomorphites (Glossomorphites) acutus (Hessland, 1949) Henningsmoen, 1954 †
- Glossomorphites (Glossomorphites) kielcensis Olempska, 1994 †
- Glossomorphites alatus (Hessland, 1949) Schallreuter, 1993 †
- Glossomorphites clavata (Hessland, 1949) Henningsmoen, 1954 †
- Glossomorphites depressolimbatus (Hessland, 1949) Schallreuter, 1993 †
- Glossomorphites digitatus (Krause, 1889) Jaanusson, 1962 †
- Glossomorphites grandispinosus (Hessland, 1949) Wannier, 1987 †
- Glossomorphites impressus (Steusloff, 1894) Schallreuter, 1993 †
- Glossomorphites indistinctus (Hessland, 1949) Schallreuter, 1993 †
- Glossomorphites kielcensis Olempska, 1994 †
- Glossomorphites latisulcatus (Steusloff, 1894) Schallreuter, 1994 †
- Glossomorphites lingua (Hessland, 1949) Hessland, 1953 †
- Glossomorphites mutilatus (Hessland, 1949) Schallreuter, 1993 †
- Glossomorphites mytoensis Schallreuter & Kruta, 1988 †
- Glossomorphites nodosus (Hessland, 1949) Schallreuter, 1993 †
- Glossomorphites robustus (Hessland, 1949) Schallreuter, 1993 †
- Glossomorphites tenuilimbata (Hessland, 1949) Henningsmoen, 1954 †
- Glossomorphites valdaiensis (Neckaja, 1953) Ivanova, 1990 †